# Jan van Ravesteyn
Jan Antonisz van Ravesteyn, född omkring 1572 i Haag, död där 1657, var en holländsk porträttmålare.
van Ravesteyn var troligen lärjunge till Michiel Janszoon van Miereveld och senare, liksom sin måg Adriaen Hanneman och så många
andra samtida porträttmålare, påverkad av Anthonis van Dyck.
Han var 1597 bosatt i Delft, men flyttade året därpå till Haag. Karel van Marder uttalar sig redan 1604 mycket berömmande om hans konstnärskap; dock är målningar av hans hand inte kända med tidigare datum än 1611. I synnerhet i placeringen av de skickligt målade händerna och i det eleganta målningssättet erinrar han, som antytts, ibland om Anthonis van Dyck, men icke i karnationen, som saknar den flamska skolans röda toner. I några av sina flottast målade porträtt av riddersmän och krigare påminner han åter något om Frans Hals, särskilt i fyra stora skytte- och "regent"-grupper i Haags Gemeente-museum. Porträtt av hans hand är spridda i de flesta europeiska museer. Många, såsom de i Amsterdams Rijksmuseum, är tämligen fabriksmässigt tillkomna "konterfej", andra är målade med en fulländad skicklighet, som gör dem till pärlor av holländskt porträttmåleri. En av de allra bästa är den 1632 utförda höftbilden av holländska ministerpresidenten i Köpenhamn Carl von Cracow, som 1908 av Stockholms Nationalmuseum förvärvades från Källeryds kyrka i Småland. 

## Bilder

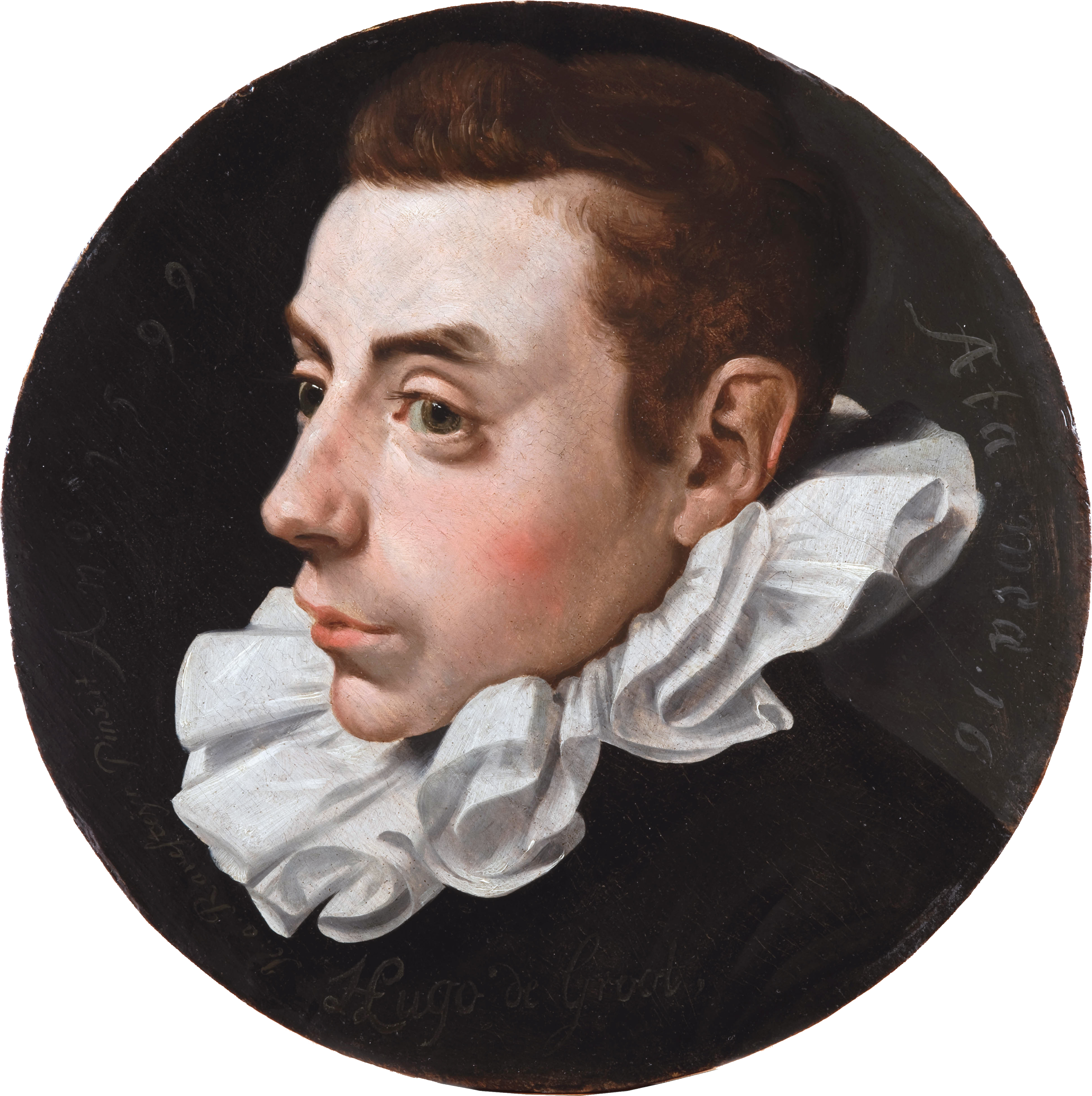
Hugo Grotius vid sexton års ålder (1599).
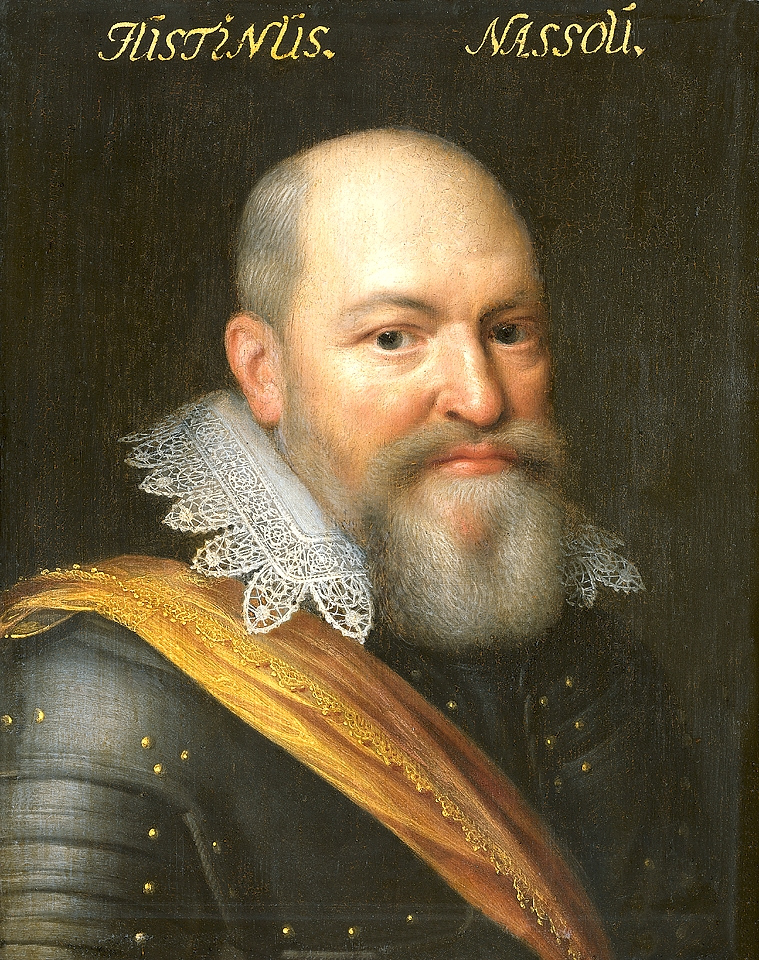
Porträtt av Justinus van Nassau.
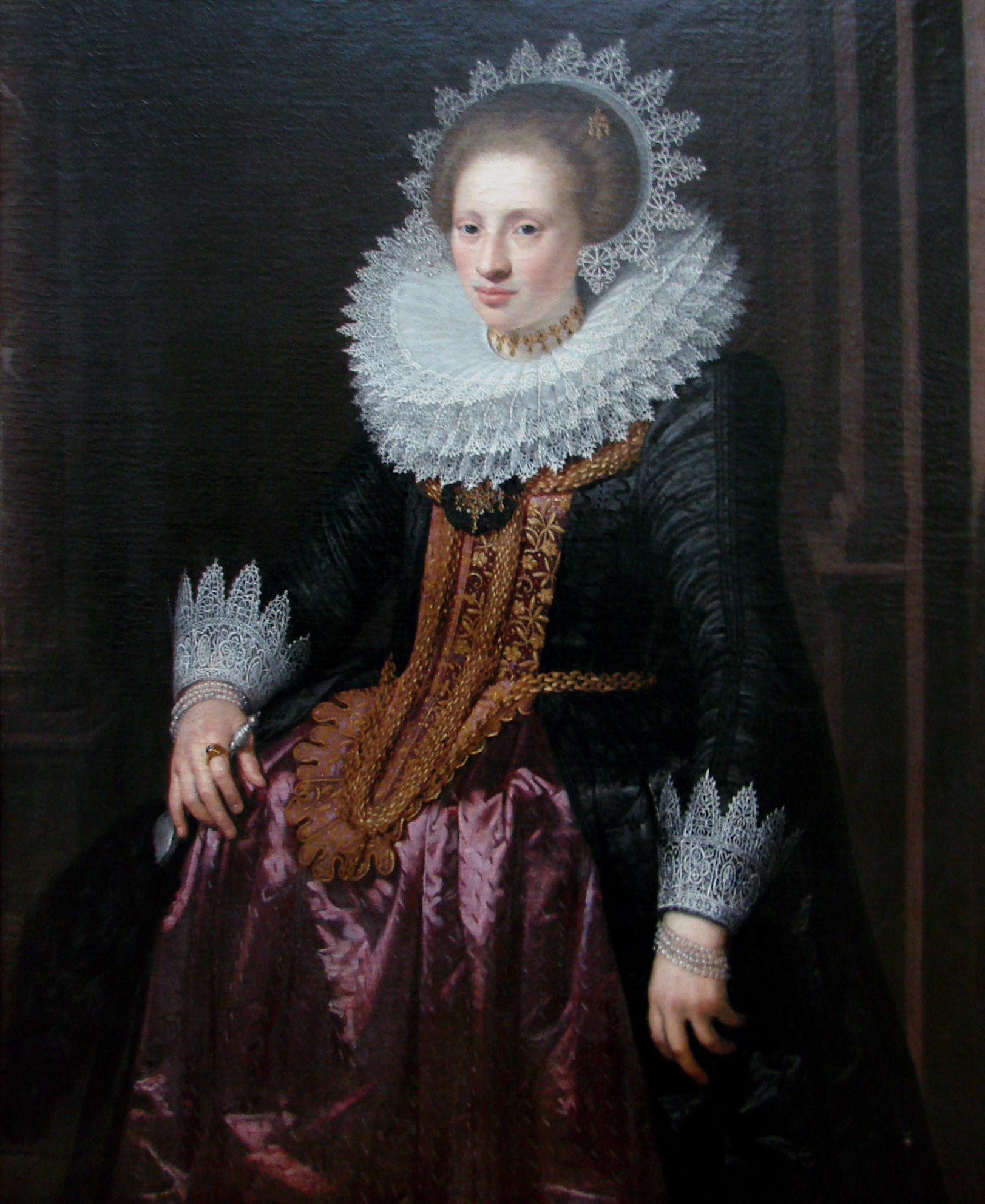
Porträtt av en kvinna (1620).
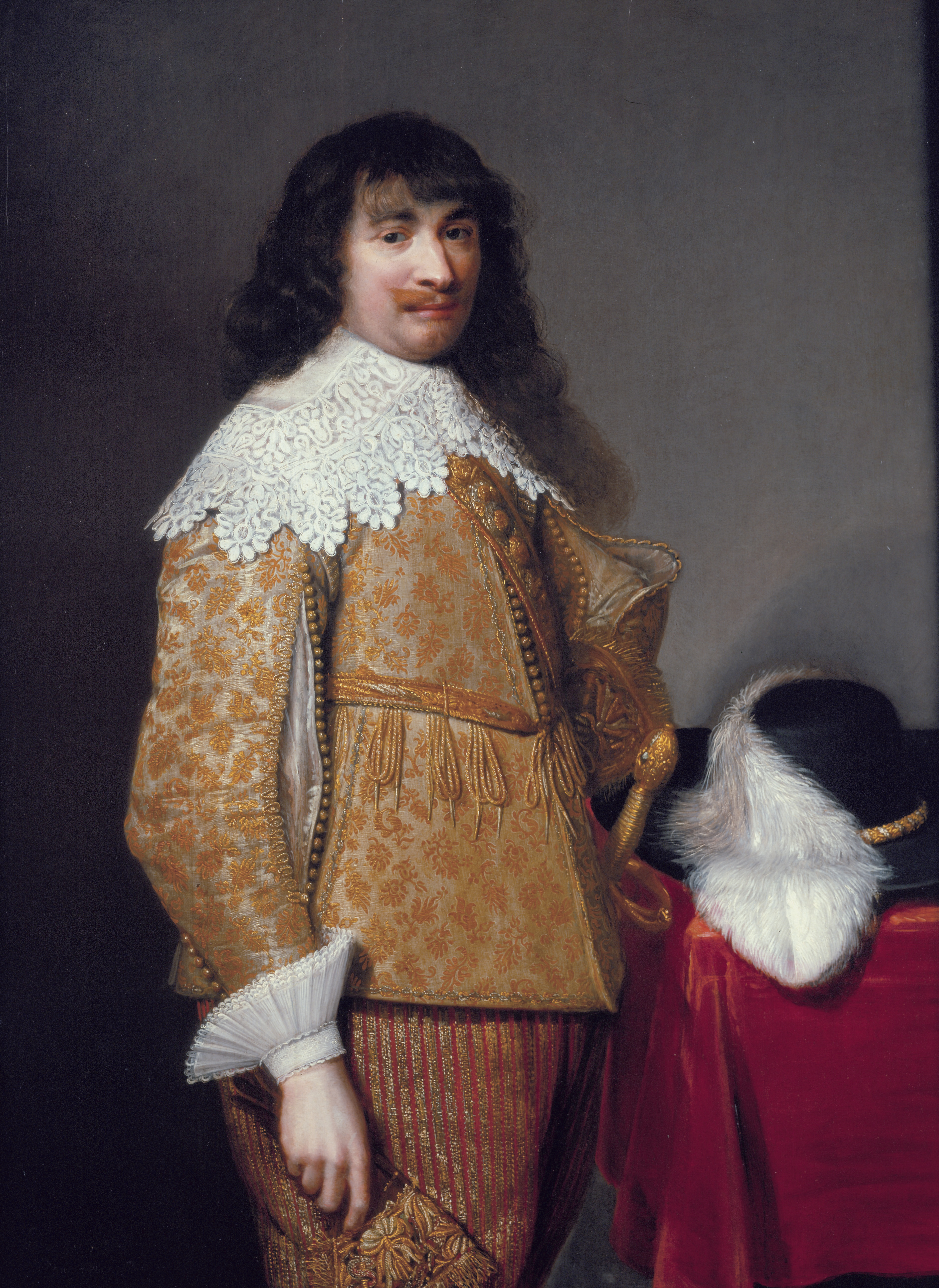
Okänd officer (1634).